# Campionati europei di salto ostacoli 2015
I Campionati europei di salto ostacoli 2015 si sono svolti ad Aquisgrana, in Germania, dall'11 al 23 agosto 2015. 

## Podi
| Evento           | Oro              | Argento          | Bronzo         |
| Gara individuale | Jeroen Dubbeldam | Gregory Wathelet | Simon Delestre |
| Gara a squadre   | Paesi Bassi      | Germania         | Svizzera       |

## Medagliere
| Posiz. | Nazione     | Oro | Argento | Bronzo | Totale |
| ------ | ----------- | --- | ------- | ------ | ------ |
| 1      | Paesi Bassi | 2   | 0       | 0      | 2      |
| 2      | Belgio      | 0   | 1       | 0      | 1      |
| 2      | Germania    | 0   | 1       | 0      | 1      |
| 4      | Francia     | 0   | 0       | 1      | 1      |
| 4      | Svizzera    | 0   | 0       | 1      | 1      |
| Totale | Totale      | 2   | 2       | 2      | 6      |